# گودی‌داران
گودی‌داران (نام علمی: Pholadomyidae) نام یک تیره از راسته گودی‌دارواران است.